# Johann Kilian Heller
Johann Kilian Heller (* um 1633 in Hammelburg, Unterfranken; † 10. Oktober 1674 in Würzburg; nach anderen Quellen 1620–1671) war ein deutscher Barockkomponist und Organist.

## Werke
- Sacer concentus musicus, Mainz 1671 (Sammlung von 5 Messen, Motetten, Psalmen etc.)
- Manuductio ad cantum choralem gregoriano-Moguntinum, Mainz 1672
- Officium defunctorum, Mainz ca. 1673 (Sammlung von Tagesgebeten, Psalmen, Chorälen, Lesungen etc.)